# Gerd Poppe
Gerd Poppe (Rostock, 25 marzo 1941 – 29 marzo 2025) è stato un politico tedesco, attivista per i diritti civili nell'ex Repubblica Democratica Tedesca (DDR), ministro senza portafoglio nella DDR dopo la cosiddetta "Rivoluzione pacifica"; dopo la Riunificazione tedesca fu parlamentare per l'Alleanza 90/I Verdi e in seguito Delegato del Governo federale per la politica dei diritti umani e gli aiuti umanitari.

## Biografia
Gerd Poppe nacque durante la seconda guerra mondiale a Rostock, una città sulla costa del Baltico che subì devastanti bombardamenti nel 1942, e nel 1949 divenne parte della DDR. Si laureò in Fisica a Rostock nel 1964 e dal 1965 lavorò come fisico in una fabbrica di semiconduttori di Stahnsdorf. Dal 1968 in poi fu una delle figure di spicco dell'opposizione alla dittatura del SED. 
Nel 1976 perse il lavoro statale, a causa della sua protesta contro l'espulsione di Wolf Biermann dalla DDR, e lavorò fino al 1984 come operaio in una piscina di Berlino Est e successivamente, fino al 1989, nell'ufficio tecnico del Diakonisches Werk (un'organizzazione di beneficenza della Chiesa evangelica tedesca, l'equivalente della Caritas cattolica). Tra il 1985 e il 1986 fu uno dei fondatori dell'Initiative Frieden und Menschenrechte (Iniziativa per la pace e i diritti umani, IFM), un gruppo di opposizione pacifista che manteneva contatti con politici e attivisti per i diritti umani della Germania Ovest e dell'Europa occidentale, nonché con oppositori e dissidenti dell'Europa centro-orientale. 
Nel periodo intercorso fra la caduta del muro di Berlino (9 novembre 1989) e la riunificazione tedesca (3 ottobre 1990), Gerd Poppe fu rappresentante dell'IFM alla "Tavola rotonda" della DDR (7-22 dicembre 1989), ministro senza portafoglio nel Governo Modrow (dal 5 febbraio 1990). Alle Elezioni parlamentari in Germania Est del 1990 (18 marzo 1990) fu eletto rappresentante per l’IFM alla Camera della DDR nelle file del Bündnis 90. Dopo la riunificazione tedesca, dal 1990 al 1998 è stato membro del Bundestag (il parlamento federale tedesco) e portavoce per la politica estera del Bündnis 90/Die Grünen. Dopo aver lasciato il Parlamento, dal 1998 al 2003 è stato Delegato del Governo federale per la politica dei diritti umani e gli aiuti umanitari (Beauftragter der Bundesregierung für Menschenrechtspolitik und Humanitäre Hilfe) e dal 1998 al 2021 membro onorario del Consiglio di amministrazione della Fondazione federale per l’elaborazione della dittatura della SED. 
Dal 1979 al 1997 Gerd Poppe è stato sposato con Ulrike Poppe, anche lei attiva nel movimento per i diritti civili; dal matrimonio sono nati due figli, fra cui la scrittrice Grit Poppe.